# Félix de Lapersonne
Félix de Lapersonne, né le 29 septembre 1853 à Toulouse et mort le 4 juillet 1937 à Paris 8e, est un médecin français.
Ophtalmologiste, professeur de médecine, il a été président de l'Académie nationale de médecine en 1931.

## Biographie
Il commence ses études à Toulouse, puis il est interne dans la clinique d'ophtamologie de Photinos Panas à Hôtel-Dieu de Paris de 1881 à 1883. Il est reçu à l’agrégation en 1986 à Lille.
En 1890 il devient professeur sur la chaire de clinique ophtamologique à la faculté de médecine et de pharmacie de l'université de Lille. Il est doyen de la faculté de 1893 à 1901. Ensuite, il revient à Paris où il succède à Photinos Panas en tant que professeur d'ophtalmologie et chirurgien à l’hôtel-Dieu de Paris jusqu'à sa retraite en 1924. Durant la Première Guerre mondiale, il participe à l'organisation des services ophtalmologiques de la défense nationale.
Il est, au début du siècle, l'un des ophtalmologues les plus influents comme l'attestent les nombreuses préfaces d'ouvrages de Georges Weiss, Léon Opin, Félix Terrien (d)  ou Albert Monbrun (d) , et sa reconnaissance internationale, par exemple il fut vice-président du congrès mondial d'ophtalmologie en 1922. Après sa retraite, il s'implique dans l'aide aux malvoyants avec en point d'orgue la création de l'Association internationale de prophylaxie de la cécité, en 1929, dont il est le premier président.
Il est membre de l’Académie nationale de médecine en 1918, et président en 1931. Il est commandeur Légion d'honneur en 1921. Il repose au Père-Lachaise.

## Principales publications
- Étude clinique sur la maturation artificielle de la cataracte, Paris, A. Delahaye et E. Lecrosnier, 1883, 55 p. (lire en ligne sur Gallica).
- Phlébite suppurée des veines ophtalmiques et des sinus caverneux, Paris, impr. de A. Davy, 1885, 14 p. (lire en ligne).
- Des arthrites infectieuses (non tuberculeuses), Paris, A. Delahaye et E. Lecrosnier, 1886, 172 p. (lire en ligne sur Gallica).
- Ophtalmologie, maladies des paupières et des membranes externes de l'œil, Paris, Gauthier-Villars et fils, 1893, 200 p. (lire en ligne).
- Ophtalmoplégie totale et exophtalmie, leçon recueillie par le Dr Gendron, Angers, impr. de Germain et G. Grassin, 1907 (lire en ligne).
- « Des enseignements de la guerre en chirurgie oculaire », Archives d’ophtalmologie, G. Steinheil,‎ juin 1922, p. 321 (lire en ligne).
- Manuel de neurologie oculaire  (avec André Cantonnet (d) ), Paris, Masson, 2 (1923) éd., 368 p. (lire en ligne sur Gallica).

## Iconographie
Un portrait de Félix de Lapersonne par le peintre Maxime Dastugue a été exposé au Salon des artistes français de 1903.